# Decimomannu
Decimomannu (sardisch Deximumannu) ist eine italienische Gemeinde auf Sardinien mit 8385 Einwohnern (Stand 31. Dezember 2023). Die Gemeinde gehört zur Metropolitanstadt Cagliari und liegt nur wenige Kilometer nordwestlich der Hauptstadt Cagliari.

## Geschichte
Decimomannu hat phönizische und römische Ursprünge. Der sardische Name des Ortes stammt vom Lateinischen decimo at urbe Karali miliario, was „10 Meilen von Cagliari entfernt“ (am Fluss Rio Mannu) bedeutet.

## Verkehr
Decimomannu hat einen Bahnhof, von dem die Bahnstrecken von Cagliari nach Sassari und nach Iglesias abzweigen. Gleichzeitig ist er Endstation der Servizio ferroviario metropolitano di Cagliari.
Bekannt ist Decimomannu außerhalb Sardiniens vor allem wegen des Militärflugplatz Decimomannu unmittelbar nördlich des Ortes.

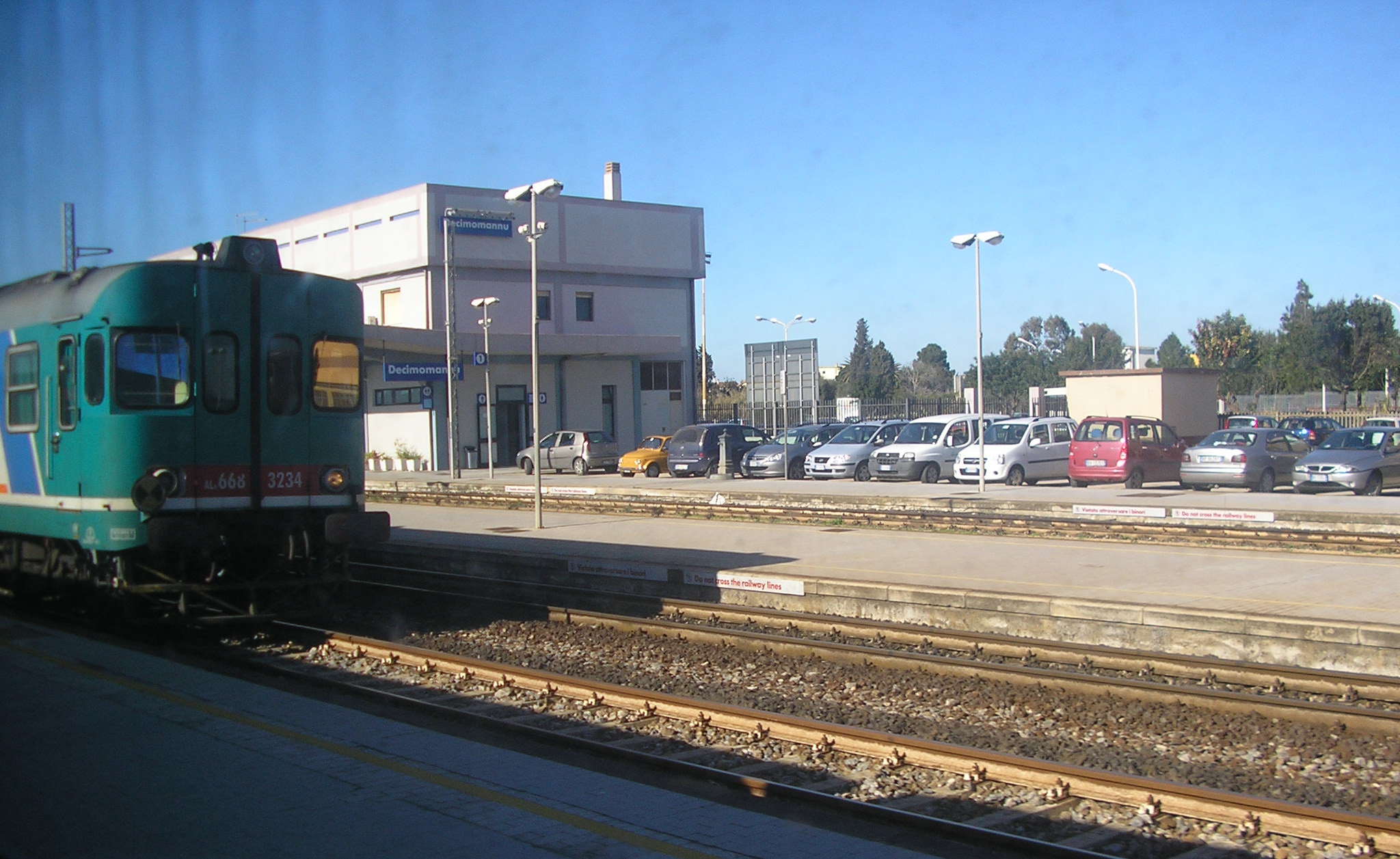
Bahnhof Decimomannu